# Geometria birracional

O círculo é birracionalmente equivalente à reta. Um aplicação birracional entre eles é a projeção estereográfica, ilustrada aqui.

Em matemática, geometria birracional é um campo de geometria algébrica cujo objetivo é determinar quando duas variedades algébricas são isomórficas fora de subconjuntos de menor dimensão. Isso equivale a estudar aplicações que são dadas por funções racionais em vez de polinômios; a aplicação pode não estar definida nos pólos das funções racionais.

## Aplicações Birracionais
Uma aplicação racional de uma variedade (entendida como irredutível) X para outra variedade Y, escrita como uma seta tracejada X ⇢ Y, é definida como um morfismo de um subconjunto aberto e não vazio U de X para Y. Pela definição da Topologia de Zariski usada em Geometria algébrica, um subconjunto aberto não-vazio U é sempre o complemento de um subconjunto de menor dimensão de X. Concretamente, uma aplicação racional pode ser escrita em coordenadas usando funções racionais.
Uma aplicação birracional de X para Y é uma aplicação racional f: X ⇢ Y para a qual existe uma função racional Y ⇢ X inversa de f. Uma aplicação birracional induz um isomorfismo de um subconjunto aberto não-vazio de X para um subconjunto aberto não-vazio de Y. Neste caso, X e Y são ditos birracionais, ou birracionalmente equivalentes. Em termos algébricos, duas variedade sobre um corpo k são birracionais se e somente se seus corpos de funções são isomorfos como extensões de corpos de k.
Um caso especial é um morfismo birracional f: X → Y, significando um morfismo que é birracional. Isto é, f é definida em todo X, mas sua inversa pode não estar. Tipicamente, isto acontece porque um morfismo birracional contraí algumas subvariedades de X em pontos de Y.
Diz-se que uma variedade X é racional se for birracional ao espaço afim (ou equivalentemente, ao espaço projetivo) de mesma dimensão. A racionalidade é uma propriedade muito natural: significa que X menos algum subconjunto de menor dimensão pode ser identificado com o espaço afim menos algum subconjunto de menor dimensão. Por exemplo, o círculo com equação x2 + y2 − 1 = 0 é uma curva racional, por que as fórmulas
{\displaystyle x={\frac {2\,t}{1+t^{2}}}}
{\displaystyle y={\frac {1-t^{2}}{1+t^{2}}}\,,}
definem uma aplicação birracional de uma reta afim para o círculo. (Aplicando esta função com t um número racional obtemos a construção sistemática das Triplas Pitagóricas). A aplicação inversa leva  (x,y) para (1 − y)/x.
Mais geralmente, uma quádrica suava (grau 2) hipersuperfície X de qualquer dimensão n é racional, por projeção estereográfica. (Para uma quádrica X  sobre um corpo k, X deve ser assumido como tendo um ponto k-racional, isto é automático se k é algebricamente fechado). Para definir a projeção estereográfica, seja p um ponto de X. Então a aplicação birracional de X para um espaço projetivo Pn de retas passando por p é dado pelo envio de um ponto q em X para um reta passando por p e q. Esta é uma equivalência birracional, mas não um isomorfismo das variedades, porque não pode ser definida onde q = p (e a aplicação inversa pode não ser definida nessas retas através de p que estão contidas em X).

## Modelos mínimos e resolução de singularidades
Toda variedade algébrica é birracional a uma variedade projetiva (Lema de Chow). Assim, para fins de classificação birracional, é suficiente trabalhar somente com variedades projetivas, e esta é geralmente a configuração mais conveniente.
Muito mais profundo é o Teorema de Hironaka de 1964 sobre a resolução de singularidades: sobre um corpo de característica 0 (como os números complexos), toda variedade é birracional a uma variedade projetiva suave. Dado que, basta classificar variedades projetivas suaves até equivalência birracional.
Em dimensão 1, se duas curvas projetivas suaves são birracionais, então elas são isomórficas. Mas isso falha a partir da dimensão 2, pela construção de blowing up (explosão). Pela explosão, cada variedade projetiva suave de dimensão pelo menos 2 é birracional a infinitas variedades "maiores", por exemplo, com os maiores números  de Betti.
Isso leva à ideia de modelos mínimos: existe uma única variedade simples em cada classe de equivalência birracional? A definição moderna é que uma variedade projetiva X é mínima se o feixe de retas canônicas KX tiver grau não negativo em cada curva em X; em outras palavras, KX é nef. É fácil verificar se as variedades explodidas nunca são mínimas.
Esta noção funciona perfeitamente para superfícies algébricas (variedades de dimensão 2). Em termos modernos, um resultado central da escola italiana de geometria algébrica de 1890-1910, parte da classificação das superfícies, é que toda superfície X é birracional quer para um produto P1 × C para alguma curva C ou para uma superfície mínima Y .   Os dois casos são mutuamente exclusivos, e Y é único se existir. Quando Y existe, é chamado o modelo mínimo de X.

## Invariantes birracionais
No início, não está claro como mostrar que existem variedades algébricas que não são racionais. Para provar isso, alguns invariantes birracionais de variedades algébricas são necessários.
Um conjunto útil de invariantes birracionais são as plurigenera. O feixe canônico de uma variedade suave X de dimensão n significa o feixe de retas de n-formas KX = Ωn, que é a n-ésima potência exterior do feixe cotangente de X. Para um inteiro d, a d-ésima potência tensorial de KX é novamente um feixe de retas. Para d ≥ 0, o espaço vetorial das seções globais H0(X, KXd) tem a notável propriedade de que uma aplicação birracional f: X ⇢ Y entre variedades projetivas suaves induz um isomorfismo  H0(X, KXd) ≅ H0(Y, KYd).
Para d ≥ 0, defina o d-ésimo plurigenus Pd como a dimensão do espaço vetorial H0(X, KXd); então a plurigenera são invariantes birracionais para variedades projetivas suaves. Em particular, se qualquer plurigenus Pd com d > 0 não é zero, então X não é racional.
Um invariante birracional fundamental é a dimensão Kodaira, que mede o crescimento da plurigenera Pd como d vai para o infinito. A dimensão de Kodaira divide todas as variedades de dimensão n em tipos n + 2, com dimensão Kodaira  −∞, 0, 1, ..., ou n. Esta é uma medida da complexidade de uma variedade, com espaço projetivo tendo dimensão Kodaira −∞. As variedades mais complicadas são aquelas com dimensão Kodaira igual à sua dimensão n, denominadas variedades de tipo geral.
De modo mais geral, para qualquer somando natural E(Ω1) da r-ésima potência tensorial do feixe cotangente Ω1 com r ≥ 0, o espaço vetorial das seções globais H0(X, E(Ω1)) é um invariante birracional para variedades projetivas suaves. Em particular, os números de Hodge hr,0 = dim H0(X, Ωr) são invariantes birracionais de X. (A maioria dos outros números de Hodge hp,q não são invariantes birracionais, como mostrado por blowing up.)
O grupo fundamental π1(X) é um invariante birracional para variedades projetivas complexas suaves.
O "Teorema da fatoração fraca", demonstrado por Abramovich, Karu, Matsuki e Włodarczyk (2002), diz que qualquer aplicação birracional entre duas variedades projetivas complexas e suaves pode ser decomposto em finitamente muitos blow-ups ou blow-downs de subvariedades suaves. Isso é importante saber, mas ainda pode ser muito difícil determinar se duas variedades projetivas suaves são birracionais.

## Modelos mínimos em dimensões superiores
Uma variedade projetiva X é chamada mínima se o feixe canônico KX for nef. Para X de dimensão 2, basta considerar variedades suaves nesta definição. Em dimensões de pelo menos 3, deve-se permitir que variedades mínimas tenham certas singularidades suaves, para as quais KX ainda está bem comportada; estas são chamadas de singularidades terminais.
Dito isto, a conjectura de modelo mínimo implicaria que cada variedade X seja coberta por curvas racionais ou birracionais de uma variedade mínima Y. Quando existe, Y é chamado de modelo mínimo de X.
Modelos mínimos não são únicos em dimensões de menor ou igual a 3, mas qualquer duas variedades mínimas que são birracionais são muito próximos. Por exemplo, eles são subconjuntos isomórficos externos de codimensão pelo menos 2, e mais precisamente eles estão relacionados por uma seqüência de flops. Assim, a conjectura de modelo mínimo daria informações importantes sobre a classificação birracional de variedades algébricas.
A conjectura foi provada na dimensão 3 por Mori (1988). Houve um grande progresso em dimensões superiores, embora o problema geral permaneça aberto. Em particular, Birkar, Cascini, Hacon e McKernan (2010) provaram que cada variedade de tipo geral sobre um corpo de característica zero tem um modelo mínimo.

## Variedades unicamente regradas
Uma variedade é chamada unicamente regrada se for coberta por curvas racionais. Uma variedade unicamente regrada não tem um modelo mínimo, mas há um bom substituto: Birkar, Cascini, Hacon, e McKernan mostraram que cada variedade unicamente regrada sobre um corpo de característica zero é birracional a um espaço fibrado de Fano. Isto leva ao problema da classificação birracional dos espaços fibrados de Fano e (como o caso especial mais interessante) as variedades de Fano. Por definição, uma variedade projetiva X é Fano se o feixe anticanônico KX*  for amplo. As variedades de Fano podem ser consideradas as variedades algébricas que são as mais similares ao espaço projetivo.
Na dimensão 2, cada variedade de Fano (conhecida como superfície de Del Pezzo) sobre um corpo algebricamente fechado é racional. Uma descoberta importante na década de 1970 foi que a partir da dimensão 3, existem muitas variedades Fano que não são racionais. Em particular, as 3-dobras cúbicas suaves não são racionais por Clemens-Griffiths (1972), e as 3-dobras quádricas suaves não são racionais por Iskovskikh-Manin (1971). No entanto, o problema de determinar exatamente quais variedades de Fano são racionais está longe de ser resolvido. Por exemplo, não se sabe se existe uma hipersuperfície cúbica suave em Pn+1 com n ≥ 4 que não é racional.

## Grupos de automorfismos birracionais
As variedades algébricas diferem extensamente em quantos automorfismos birracionais possuem. Cada variedade do tipo geral é extremamente rígida, no sentido de que seu grupo de automorfismos birracionais é finito. No outro extremo, o grupo de automorfismo birracional do espaço projetivo Pn sobre um corpo k, conhecido como o grupo de Cremona Crn(k), é grande (em um sentido, infinitamente-dimensional) para n ≥ 2. Para n = 2, o Grupo de Cremona complexo Cr2(C) é gerado pela "transformação quadrática"
[x,y,z] ↦ [1/x, 1/y, 1/z]
juntamente com o grupo PGL(3,C) de automorfismos de P2, por Max Noether e Castelnuovo. Em contraste, o grupo de Cremona em dimensões n ≥ 3 é um grande mistério: nenhum conjunto explícito de geradores é conhecido.
Iskovskikh-Manin (1971) mostrou que o grupo de automorfismos birracionais de uma quádrica suave 3-dobras é igual ao seu grupo de automorfismos, que é finito. Nesse sentido, as quadrícas de 3-dobras estão longe de ser racionais, uma vez que o grupo de automorfismos birracional de uma variedade racional é enorme. Este fenômeno de "rigidez birracional" foi, desde então, descoberto em muitos outros espaços fibrados de Fano.